# ジャン・バティスト・ボリ・ド・サン＝ヴァンサン

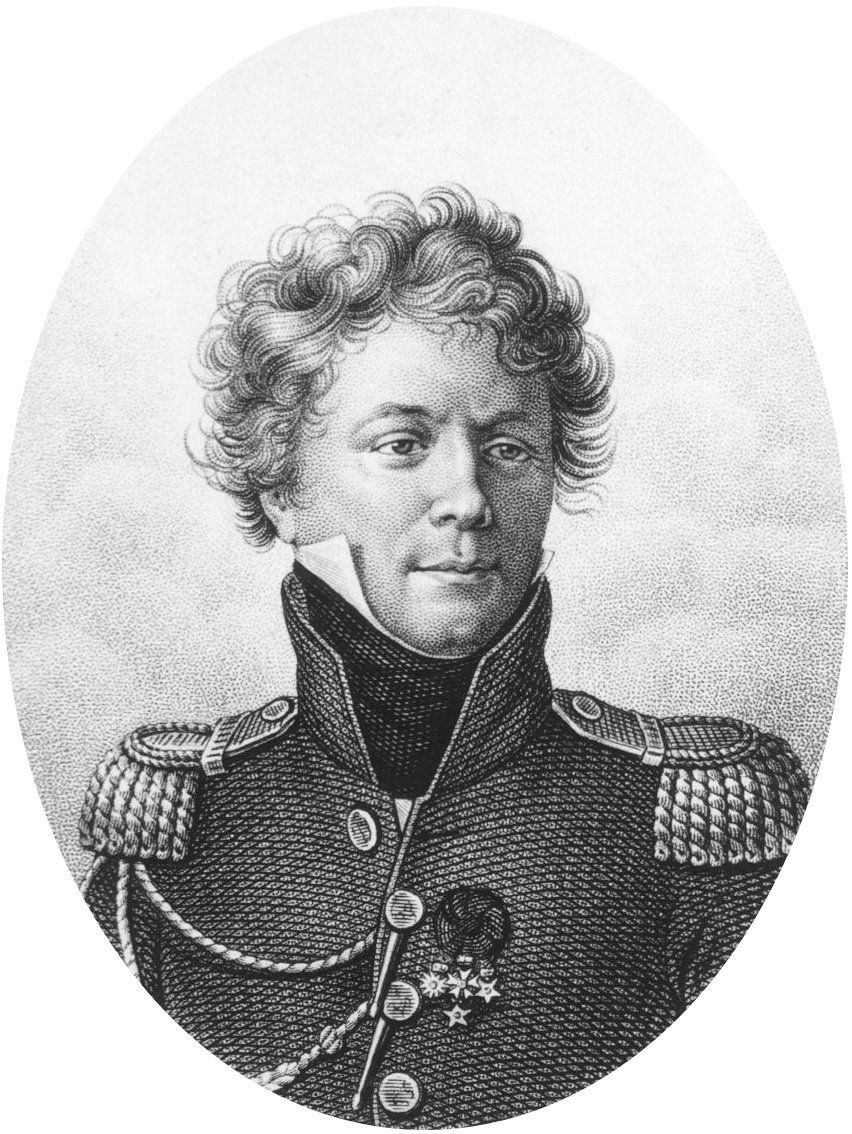
ボリ・ド・サン＝ヴァンサン

ジャン・バティスト・ボリ・ド・サン＝ヴァンサン(仏: Jean Baptiste Bory de Saint-Vincent, 1778年7月6日-1846年12月22日)は、フランスの博物学者である。名前は、ジャン・バティスト・マルスラン（"Jean Baptiste Marcellin"）やジャン・バティスト・ジョルジュ・マリー（"Jean Baptiste George Marie"）とも伝わっている。

## 略歴
彼はアジャンで生まれた。ニコラ・ボーダンの率いる1798年のオーストラリアへの探検旅行に参加したが、モーリシャスに停泊する船に残され、レユニオンやインド洋のその他の島の探検に2年間を費やした。帰国時は陸軍に合流し、ウルムの戦いとアウステルリッツの戦いに参加した。1808年にはニコラ＝ジャン・ド・デュ・スールトとともにスペインを訪れた。1815年、彼はナポレオン・ボナパルトを支持し、ブルボン家を支持しなかった。その結果、ブルボン家が再興すると、彼は追放された。しかし数年後の1820年、彼はパリへの帰還を許された。1829年には、ペロポネソス半島への探検隊を率い、1839年にはアルジェリアへの探検隊の隊長を務めた。
Dictionnaire classique d'histoire naturelleの編集に参加した。著書には、1802年のEssais sur les Iles Fortuneesや1803年のVoyage dans les Iles d'Afrique、1821年のVoyage souterrain, ou description du plateau de Saint-Pierre de Maestricht et de ses vastes cryptes、1827年のVoyage souterrain, ou description du plateau de Saint-Pierre de Maestricht et de ses vastes cryptes、1838年のResume de la geographie de la Peninsule等がある。1827年の著書の『人間、人類の動物学的研究』（"Homme, essai zoologique sur le genre humain"）では、人類の多元発生説の観点を受け入れている。